# Happy Together (PINK SAPPHIREのアルバム)
『Happy Together』（ハッピー・トゥゲザー）は、PINK SAPPHIREの2枚目のアルバム。

## 内容
シングル表題曲のアルバム・バージョンを含んだ12曲。

## 収録曲
1. 君のハートが行きたい場所へ
作詞：鮎川めぐみ　作曲：高野幹也　編曲：土方隆行
2. ハッピーの条件。
作詞：田口俊　作曲：高野幹也　編曲：土方隆行
3. 元気を出して
作詞：菊野晴泉　作曲：笹路正徳・土方隆行　編曲：土方隆行・PINK SAPPHIRE
4. 最後のやさしさ
作詞：塚田彩湖　作曲：多々納好夫　編曲：土方隆行・PINK SAPPHIRE
5. ずっとずっと・・・
作詞・作曲：石田美紀　編曲：土方隆行・PINK SAPPHIRE
6. 恋はすぐそこ
作詞：塚田彩湖　作曲：石田美紀　編曲：土方隆行・PINK SAPPHIRE
7. 2年目のイヴ
作詞：鮎川めぐみ　作曲：柴矢俊彦　編曲：土方隆行
8. オールウェザー・ガール
作詞：田口俊　作曲：多々納好夫　編曲：土方隆行
9. 夕映えの少年
作詞：田口俊　作曲：朝倉紀幸　編曲：土方隆行・PINK SAPPHIRE
10. FACE UP
作詞・作曲：鈴木孝子　編曲：土方隆行・PINK SAPPHIRE
11. Just a Girl
作詞・作曲：菊野晴泉　編曲：土方隆行・PINK SAPPHIRE
12. Dear my best friend
作詞・作曲：石田美紀　編曲：土方隆行・PINK SAPPHIRE